# تیم بولداگ: تحقیق خارج از وظیفه
تیم بولداگ: تحقیق خارج از وظیفه (انگلیسی: Team Bulldog: Off-Duty Investigation; کره‌ای: 번외수사) یک مجموعه تلویزیونی محصول کره جنوبی سال ۲۰۲۰ با بازی چا ته هیون، لی سون بین، جونگ سانگ هون، یون کیونگ هو و جی سونگ هیون است. این مجموعه از ۲۳ مه تا ۲۸ ژوئن ۲۰۲۰، روزهای شنبه و یکشنبه ساعت ۲۲:۵۰ (کی‌اس‌تی) از اوسی‌ان برای ۱۲ قسمت پخش شد.

## بازیگران

### اصلی
- چا ته هیون در نقش جین کانگ هو[۳]
- لی سون بین در نقش کانگ مو یونگ[۳]
- جونگ سانگ هون در نقش لی پان سوک[۴]
- یون کیونگ هو در نقش تدی جونگ[۵]
- جی سونگ هیون در نقش تاک وون[۶]